# Grant Benzinger
Grant Benzinger (Cincinnati, Ohio, 1 de marzo de 1996) es un baloncestista estadounidense que pertenece a la plantilla del Uni Baskets Paderborn de la ProA, la segunda división alemana. Con 1,91 metros de estatura, juega en la posición de escolta.

## Trayectoria deportiva

### Universidad
Jugó cuatro temporadas con los Raiders de la Universidad Estatal Wright, en las que promedió 11,0 puntos, 4,0 rebotes y 1,0 asistencias por partido. En su primera temporada fue incluido en el mejor quinteto Freshman de la Horizon League, mientras que en la última lo fue en el mejor quinteto absoluto de la conferencia.

### Profesional
Tras no ser elegido en el Draft de la NBA de 2018, en el mes de julio firmó su primer contrato profesional con el Uni Baskets Paderborn de la ProA, la segunda división alemana. En su primera temporada disputó 19 partidos, en los que promedió 14,7 puntos y 5,7 rebotes por partido, anrtes de caer lesionado en enero de 2019 con una rotura del ligamento cruzado anterior, que le dejó fuera de las pistas durante trece meses, regresando el 1 de febrero de 2020.